# 星象儀
《星象儀》（日语：プラネタリウム）是日本創作歌手大塚愛的第10張單曲。2005年9月21日由艾迴發行。DVD版本同時發售。
由於該曲成為日本電視劇《流星花園》的配樂使其風靡，與《金魚花火》同是大塚愛著名抒情歌曲之一。
大塚愛於其就讀短期大學時所創作的歌曲。
第二張獲得Oricon公信榜週榜冠軍的單曲，並且之後的七週都有進入單週前十的單曲，大塚在其2005年發售的單曲之中銷量最多，同時也是大塚愛目前唯一一張獲得單月冠軍的單曲。
大塚愛曾經於2008年在臺灣的演唱會演唱過這首歌的中文版，相關内容收錄在了「【LOVE IS BORN】 ～5周年纪念演唱会2008～ at 大阪城野外音乐堂 on 10th of September 2008」之中。

## 收錄曲目

### CD
1. 星象儀 (05:10)
TBS電視台日劇《流星花園》配樂。
第三張專輯《LOVE COOK》及第一張精選《愛 am BEST》收錄曲。
2005年《紅白歌唱大賽》上演唱。
2. drop. (04:28)  
LION「植物物語 Herb Blend」廣告配樂。
3. 星象儀（演奏版） (05:08)
4. drop.（演奏版） (04:25)

### DVD
1. 星象儀 Music Clip